# 1968-as Formula–1 holland nagydíj
Az 1968-as Formula–1 világbajnokság ötödik futama a holland nagydíj volt.

## Futam
A holland nagydíj időmérésén Chris Amon volt a leggyorsabb a Ferrarival Jochen Rindt és Graham Hill Lotusa előtt. Az időjárás az egész hétvégén rossz volt, a rajtnál is szemerkélt az eső.
Rindt vette át a vezetést, de az első kör végén már csak harmadik volt, Hill és Stewart mögött. Az eső a egyre erősödött, és a 4. körben Stewart az élre állt. Hamar nagy előnyre tett szert Hill előtt, akit Beltoise üldözött. A francia a 23. körben megelőzte, de homok került autója gázadagolójába, ezért ki kellett állnia a boxba. A hetedik pozícióban érkezett vissza a pályára, s Gurney, Ickx, Amon és Rodríguez megelőzése után feljött a harmadik helyre. Az 50. körben a második Hill mellett is elment. A 61. körben Hill megcsúszott és Rodríguez mögé, a negyedik pozícióba esett vissza. A 82. körben a brit ismét megcsúszott, ám ezúttal a verseny feladására kényszerült. Stewart jelentős előnnyel megszerezte a Matra első győzelmét Beltoise és Rodríguez előtt, míg a további pontszerzők Jacky Ickx, Silvio Moser és Chris Amon voltak.
| Helyezés | #  | Versenyző            | Csapat/Motor  | Futott körök | Idő/Kiesés oka  | Rajthely | Pontszám |
| -------- | -- | -------------------- | ------------- | ------------ | --------------- | -------- | -------- |
| 1        | 8  | Jackie Stewart       | Matra-Ford    | 90           | 2:46:11,2       | 5        | 9        |
| 2        | 17 | Jean-Pierre Beltoise | Matra         | 90           | + 1:33,93       | 16       | 6        |
| 3        | 15 | Pedro Rodríguez      | BRM           | 89           | + 1 kör         | 11       | 4        |
| 4        | 10 | Jacky Ickx           | Ferrari       | 88           | + 2 kör         | 6        | 3        |
| 5        | 22 | Silvio Moser         | Brabham-Repco | 87           | + 3 kör         | 7        | 2        |
| 6        | 9  | Chris Amon           | Ferrari       | 85           | + 5 kör         | 1        | 1        |
| 7        | 16 | Richard Attwood      | BRM           | 85           | + 5 kör         | 15       |          |
| 8        | 19 | Jo Bonnier           | McLaren-BRM   | 82           | + 8 kör         | 19       |          |
| 9        | 3  | Graham Hill          | Lotus-Ford    | 81           | Baleset         | 3        |          |
| HN       | 4  | Jackie Oliver        | Lotus-Ford    | 80           | Helyezés nélkül | 10       |          |
| Kiesett  | 18 | Dan Gurney           | Brabham-Repco | 63           | Gázadagoló      | 12       |          |
| Kiesett  | 21 | Jo Siffert           | Lotus-Ford    | 55           | Váltó           | 13       |          |
| Kiesett  | 7  | John Surtees         | Honda         | 50           | Generátor       | 9        |          |
| Kiesett  | 20 | Piers Courage        | BRM           | 50           | Kicsúszás       | 14       |          |
| Kiesett  | 6  | Jochen Rindt         | Brabham-Repco | 39           | Gyújtás         | 2        |          |
| Kiesett  | 5  | Jack Brabham         | Brabham-Repco | 22           | Kicsúszás       | 4        |          |
| Kiesett  | 2  | Bruce McLaren        | McLaren-Ford  | 19           | Baleset         | 8        |          |
| Kiesett  | 1  | Denny Hulme          | McLaren-Ford  | 10           | Gyújtás         | 7        |          |
| Kiesett  | 14 | Lucien Bianchi       | Cooper-BRM    | 9            | Baleset         | 18       |          |

### Statisztikák
Vezető helyen:
- Graham Hill 3 (1-3)
- Jackie Stewart 87 (4-90)

Jackie Stewart 3. győzelme, Chris Amon 3. pole-pozíciója, Jean-Pierre Beltoise 2. leggyorsabb köre.
- Matra 1. győzelme.

Jack Brabham 100. nagydíja (R).